# Psathyrellaceae
Psathyrellaceae Vilgalys, Moncalvo & Redhead, 2001 è una famiglia di funghi basidiomiceti dell'ordine Agaricales.